# 網走スポーツ・トレーニングフィールド
網走スポーツ・トレーニングフィールド（あばしりスポーツ・トレーニングフィールド）は、北海道網走市にあるスポーツ施設、公園。

## 概要
網走湖を見下ろす自然林の中にあるスポーツ施設。ラグビー、サッカー、陸上競技、野球など各種競技チームが合宿のために利用している。特にラグビーはトップリーグのチームや大学強豪チーム、ラグビー日本代表が合宿を行っており、毎年夏には観戦可能なラグビー練習試合『網走ラグビーフェスティバル』を開催している。そのほか、網走市のスポーツの祭典『市民スポーツフェスティバル』や各種大会にも利用している。

## 施設

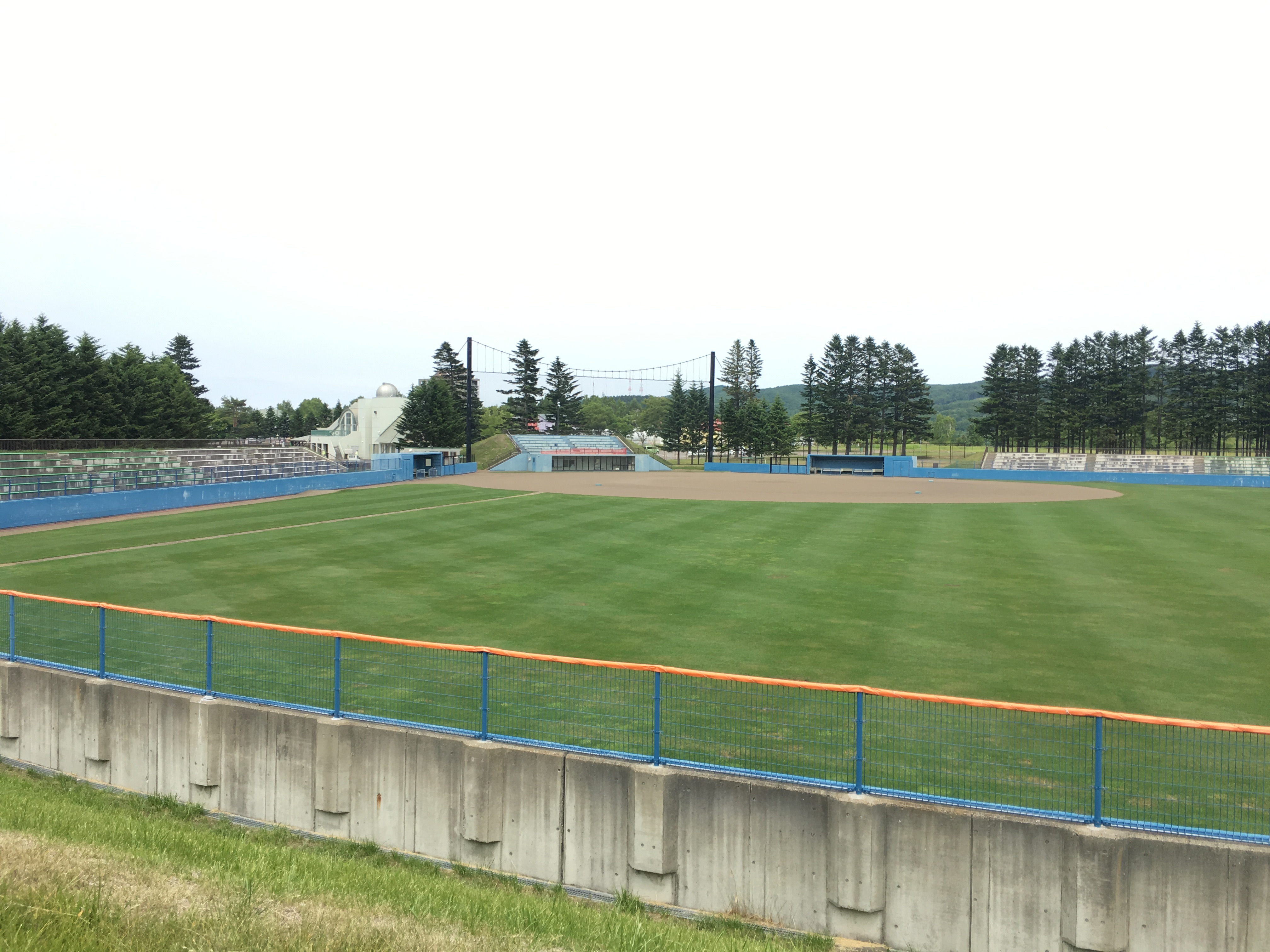
野球場（2019年6月）

ラグビー場
ラグビー1面（144m×69m）、サッカー1面（105m×68m）
サッカー場A・B
ラグビー2面（144m×69m）、サッカー2面（105m×68m）
多目的芝生広場
ラグビー4面（144m×69mで2面、118m×69mで2面）、サッカー4面（105m×68m）、ソフトボール2面（外野70m）
テニスコート
オムニコート16面（硬式・軟式併用）、夜間照明8面分
アーチェリー場
アーチェリーコート90m級14的（芝生・アスファルト）
野球場
センター120m、両翼97m（硬式・軟式併用）、内野：クレー、外野：芝生
投てき練習場
ハンマー投、やり投、円盤投、砲丸投
パークゴルフ場
18ホール（パー66）、1周703m
レクリエーション広場
ゴーカートコース（1周1,000m）、自転車コース（1周700m）
センターハウス
事務室、休憩室、トイレ、更衣室、ロッカー、天文台
オホーツクドーム
1998年（平成10年）オープンの日本国内初となる積雪寒冷地に作られた空気膜型の屋内多目的施設
- 野球場（2019年6月）

## 周辺
網走湖
網走湖畔温泉
北海道網走養護学校
呼人漁港
オホーツクシマリス公園
呼人駅

## 参考資料
- “網走市公園条例”. 網走市例規集.   網走市. 2015年11月11日閲覧。
- “網走市体育施設条例”. 網走市例規集.   網走市. 2015年11月11日閲覧。